# Фосфоліпаза C
Фосфоліпаза C (PLC) — фермент, залучений у інозитолфосфатний (фосфоінозитидний) сигнальний каскад. Він каталізує реакцію гідролізу мінорного структурного мембранного фосфоліпіду фосфатидилінозитол-4,5-дифосфату. У цій реакції утворюються два із трьох вторинних месенджерів даного каскаду — інозитол-1,4,5-трифосфат і діацилгліцерол.

## Класифікація
Відомо 13 ізоферментів фосфоліпази С, які поділяють на 6 класів:
- PLC-β: PLCB1, PLCB2, PLCB3, PLCB4
- PLC-δ:  PLCD1, PLCD3, PLCD4
- PLC-γ: PLCG1, PLCG2
- PLC-ε: PLCE1
- PLC-ζ: PLCZ1
- PLC-η: PLCH1, PLCH2

Найбільш дослідженими з них є PLC-β, PLC-γ й PLC-δ.
PLC-δ (сама найменша із PLC) присутня в дріжджах, амебі Dictyostelium discoideum й квіткових рослинах.
Також виділяють групу білків, подібних до фосфоліпази C: PLCL1, PLCL2.

## Структура
Всі ізоформи фосфоліпази С містять кальцій-зв'язувальну ділянку і тому є Са2±залежними. Ізофермент, що раніше позначали як PLC-α, ймовірно, є продуктом протеолітичного розщеплення PLC-δ.
У всіх PLC каталітичний домен розділений на дві частини — X та Y. X і Y домени є високогомологічними і обидва необхідні для активації PLC.
- PLC-δ має найпростішу архітектуру й складається лише із доменів РН, С2 и кальцій-зв'язувального домену (EF-hand), що присутні і в інших.
- Довгий C-кінець (близько 500 амінокислот) PLC-β зв'язує її з мембраною для регуляції α-субодиницею G-білка.
- У PLC-γ X і Y-компоненти розділені великою послідовністю (понад 500 амінокислот), що включає два домени SH2 й SH3-домен. Вони визначають взаємодію PLC-γ із фосфорильованими рецепторними тирозиновими протеїнкіназами та іншими сигнальними молекулами.

## Особливості активації різних ізоформ
Перші два класи фосфоліпази С активуються при стимуляції рецепторів на ПМ:
- PLC-β — за участю G-білка (Gq), що вказує на її причетність до фосфоінозитидного шляху,
- PLC-γ — шляхом фосфорилювання рецепторною тирозиновою протеїнкіназою: зв'язування, наприклад, рецептора фактора росту з лігандом спричиняє димеризацію рецептора й аутофосфорилювання залишків Tyr на цитоплазматичному домені рецептора, які створюють «посадочні» місця для PLC-γ (її SH2-домени впізнають фосфотирозин), і таким чином закріплюють фосфоліпазу поблизу її субстрату, вбудованого в ПМ).

PLC-δ активується високими рівнями внутрішньоклітинного кальцію, які генеруються, зокрема, під час реалізації сигнальних шляхів фосфоліпаз інших класів.